# Hohe Aifner Spitze
La Hohe Aifner Spitze est une montagne qui s’élève à 2 779 m d’altitude dans les Alpes de l'Ötztal, en Autriche.